# リー・ネイラー
リー・マーティン・ネイラー（Lee Martyn Naylor, 1980年3月19日 - ）は、イングランド・ウェスト・ミッドランズ州ブロクスウィッチ出身のサッカー選手。現在は無所属。ポジションはDF（左サイドバック）。

## 経歴
2014年1月16日にフットボールリーグ2のアクリントン・スタンリーFCとの契約を双方の合意により解除。翌月27日、チャンピオンシップのダービー・カウンティFCにシーズン終了までの契約で加入した。6月27日には新たに1年契約を結んだことが発表された。

## 所属クラブ
- ウルヴァーハンプトン・ワンダラーズFC 1997-2006
- セルティックFC 2006-2010
- カーディフ・シティFC 2010-2012
- アクリントン・スタンリーFC 2013-2014
- ダービー・カウンティFC 2014-2015

## 代表歴
- U-21イングランド代表 2000-2001